# 니타촌 (나가사키현)
니타촌(仁田村)은 나가사키현 가미아가타군에 설치되었던 촌이다. 현재의 쓰시마시에 해당한다.